# 白井孝夫
白井 孝夫（しらい たかお、1920年（大正9年）2月17日 - 没年不詳）は、日本の実業家、本田技研工業株式会社元専務取締役、本田技術研究所元所長。30代の課長時代には、鈴鹿製作所の工場建設を一手に任され、現在のモータスポーツにまで至るHONDAの鈴鹿拠点の基盤を作り、会社の成長を支えた。

## 人物・経歴

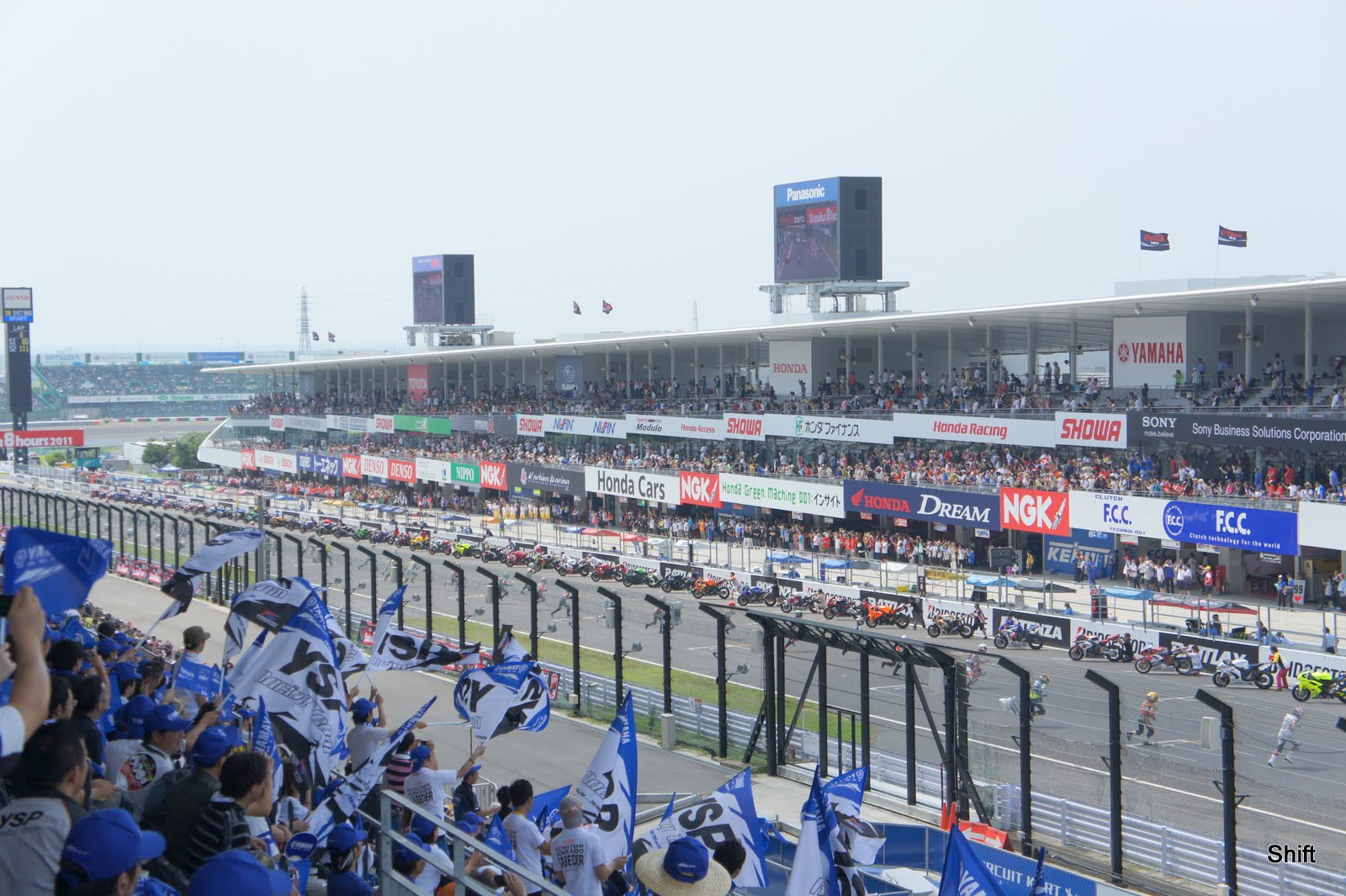
鈴鹿サーキット

静岡県出身。1943年（昭和18年）立教大学経済学部卒業。大学卒業後、東洋製鋼、繊維貿易公団を経て、1950年（昭和25年）本田技研工業に入社する。
1959年1月、生産課長として前年11月末に起きたスーパーカブの初期トラブルを解決し、年末までに増産体制を取り終えたばかりの頃、社長の本田宗一郎から呼び出され、何の説明もなしに『ヨーロッパへ行って来い』と言われる。何のために行くのか聞いても、宗一郎からは『行けばいいんだよ。目的は自分で考えろ。期間も、おまえが好きにすればいい』とだけ言われた。
通産省の渡航許可を取りにいくと、『大学の経済を出た、技術者でもセールスでもない人間が、何の目的もなく、国の貴重な外貨を使って外国にいくとは何事か』と許可されず、3度目の許可申請でやっとの思いで渡航許可が下りた。
外貨を1ドルも持たずに、往復の航空チケットだけを持ってヨーロッパに出かけたが、滞在費は現地の工作機械輸入ビジネスを行う会社に本田技研から申し入れて、立て替えてもらう状況だった。生産技術を担う白井は、帰国してから何を聞かれても答えられるように、工場施設はもちろんのこと、人事管理、給与体系、交通事情、ファッションなど、あらゆるものを見聞きし、ドイツ、スイス、イタリア、イギリスを回る。その後、工場関係、生産設備で他の国より進んでいたドイツへ戻り、しばらくすると、大和工場（のちの埼玉製作所和光工場）の同僚から手紙が届く。『本田技研が実はスーパーカブの新しい工場を作る計画があり、帰ってくるのを待っている。』と初めて、海外出張が工場新設のための視察であったことを知ることとなった。
3か月ぶりに、白井は急いで帰国すると、社長の本田宗一郎が待ち構えており、『明日から、候補地を見に行く。俺と一緒に来い。』と工場新設の候補地めぐりが始まった。
鈴鹿の役所は、他の候補地と違い、接待をしない代わりに、現地に行くと候補地の場所が一目でわかるように、市長の杉本龍造の合図とともに敷地エリアに一斉に旗を立てるなどの感動的かつ実践的なプレゼンを行うとともに、市役所も書類が整理整頓され、散らかっていないなど、ビジネスをする上で好感が持てる相手であった。

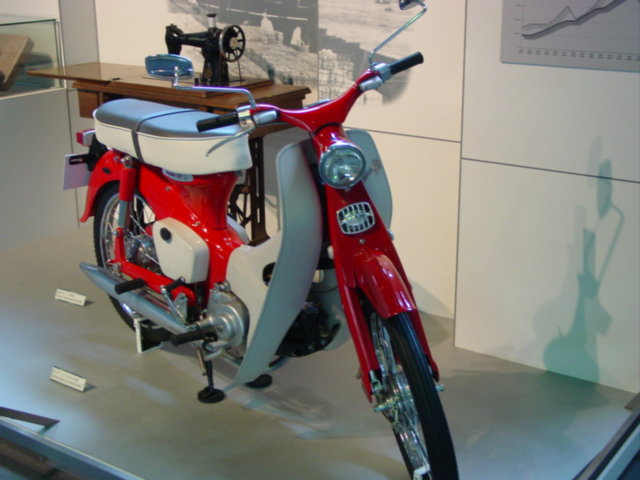
CA100（スーパーカブC100輸出仕様）

候補地は緻密かつスピーディーに検討され、役員会で鈴鹿に候補地が決まると、続けて専務の藤沢武夫が、『今度の鈴鹿での世界にもないような新しい工場づくりは、白井君に責任者になってもらう』と言った。一課長に過ぎなかった、当時39歳の白井が、本田技研の命運を左右する一大プロジェクトのリーダーに抜擢された瞬間だった。
藤沢は、役員会の席で各役員一人ひとりに、白井がこういう人材がほしいと言ったら、各事業所は無条件で応じるようにすることを念入りに確認し、安心して取り組めるようにするとともに、大きな声で白井に対し『しかし、条件が２つある。１つは金はいくら使ってもよい。もう１つは使った金は2年以内に必ず回収しろ。あとは条件は一切つけない。好きなようにやれ。』と言った。本田宗一郎もうなずいて、黙ってジーッと見ているだけであった。
こうして、年功序列が当たり前の当時の日本にあって、他の会社とは全く違うHONDA流のチャレンジスピリットで、若手の白井が大きな仕事を任され、鈴鹿製作所が作られて、世界のHONDA、世界の鈴鹿へと躍進することに繋がっていったのである。鈴鹿製作所はスーパーカブ増産工場からはじまり、その後、初代シビック（1972年）やシティ（1981年）などの名車に加え、2004年からはNSX、S2000などの生産も行い、2022年現在、世界のベストセラーカーのフィットをはじめ、 軽自動車のNシリーズやハイブリッドカーを生産する拠点となっている。1962年に、F1日本グランプリや鈴鹿8時間耐久ロードレースなどの開催で知られる鈴鹿サーキットが作られた。
白井はその後、取締役となり、本田技術研究所の所長を務めた。
1970年4月には、株主総会を経て、本田・藤澤両人による創業期以来の指導体制から、河島喜好・川島喜八郎・西田通弘・白井孝夫の4専務による、いわゆる集団指導体制への移行が正式になされ、4人そろって専務取締役に就任した。
1975年に、白井は55歳で本田技研をひっそりと退職した。